# Jovanotti for President
Jovanotti for President è il primo album in studio del cantautore italiano Jovanotti, pubblicato il 15 gennaio 1988 dalla FRI Records.
Il brano The Rappers è stato incluso nella compilation di Radio Deejay intitolata Deejay Rap.
Al 1994 l'album ha venduto oltre 400 000 copie.

## Tracce
1. Go Jovanotti Go – 5:04 (Jovanotti, Massimo Carpani, Claudio Cecchetto, Luca Cersosimo)
2. Party President – 3:53 (Jovanotti, Michele Centonze, David Sabiu)
3. Funk Lab – 4:32 (Jovanotti, Roberto Rossi, Matteo Bonsanto)
4. Gimme Five – 3:51 (Jovanotti, Claudio Cecchetto, Michele Centonze, David Sabiu)
5. I Need You – 3:34 (Jovanotti, Claudio Cecchetto, Michele Centonze, David Sabiu)
6. Jovanotti Sound – 4:41 (Jovanotti, Claudio Cecchetto, Luca Cersosimo)
7. The Rappers – 5:03 (Jovanotti, Claudio Cecchetto, Luca Cersosimo, Massimo Carpani)
8. Ragamuffin – 4:14 (Jovanotti, Claudio Cecchetto, Luca Cersosimo)
9. Mix – 4:42 (Jovanotti, Claudio Cecchetto, Luca Cersosimo)

Traccia bonus nell'edizione su musicassetta
1. Gimme Five (reprise) – 2:10 (Jovanotti, Claudio Cecchetto, Michele Centonze, David Sabiu)

Traccia bonus nell'edizione tedesca
1. Gimme Five 2 (Rasta Five) – 4:03 (Jovanotti, Claudio Cecchetto, Michele Centonze, David Sabiu)

Traccia bonus nell'edizione rimasterizzata del 2018
1. Walking – 3:15

## Formazione
- Jovanotti – voce, produzione
- Claudio Cecchetto – produzione
- Enrico "Master J" La Falce – ingegneria del suono
- Luca Cersosimo, Massimo Carpani, Matteo Bonsanto, Michele Centonze, David Sabiu – coproduzione

## Classifiche

### Classifiche settimanali
| Classifica (1988) | Posizione massima |
| ----------------- | ----------------- |
| Italia            | 3                 |

### Classifiche di fine anno
| Classifica (1988) | Posizione |
| ----------------- | --------- |
| Italia            | 11        |